# Premio Loewe
El  Premio Loewe (nombre original Premio Internacional de Poesía Fundación Loewe) es un galardón para autores de poesía en español, patrocinado por la fundación homónima y publicado por la editorial Visor. Su cuantía actual es de 30.000 €. Su primera edición tuvo lugar en 1988. Sus ganadores han sido:
- 1988, Juan Luis Panero, por Galería de fantasmas
- 1989, Jaime Siles, por Semáforos, semáforos
- 1990, Bernardo Schiavetta, por Fórmulas para Cratilo
- 1991, Álvaro Valverde, por Una oculta razón
- 1992, Felipe Benítez Reyes, por Sombras particulares
- 1993, Luis García Montero, por Habitaciones separadas
- 1994, Alejandro Duque Amusco, por Donde rompe la noche
- 1995, Rafael Courtoisie, por Estado sólido
- 1996, César Simón, por Templo sin dioses
- 1997, Jenaro Talens, por Viaje al fin del invierno
- 1998, José María Álvarez, por La lágrima de Ahab
- 1999, Antonio Cabrera, por En la estación perpetua
- 2000, Lorenzo Oliván, por Puntos de fuga
- 2001, Vicente Gallego, por Santa deriva
- 2002, Miguel Ángel Velasco, por La miel salvaje
- 2003, Carlos Marzal, por Fuera de mí
- 2004, desierto (retirado a Antonio Gracia, por Devastaciones, sueños)
- 2005, Guillermo Carnero, por Fuente de Médicis
- 2006, Juan Antonio González-Iglesias por Eros es más
- 2007, Vicente Valero por Días del bosque.[1]
- 2008, Cristina Peri Rossi por PlayStation
- 2009, José Luis Rey, por Barroco.[2]
- 2010, Joaquín Pérez Azaústre, por Las Ollerías.[3]
- 2011, Álvaro García, por Canción en blanco.[4]
- 2012, Juan Vicente Piqueras, por Atenas
- 2013, Antonio Lucas, por Los desengaños.[5]
- 2014, Oscar Hahn, por Los espejos comunicantes
- 2015, Víctor Rodríguez Núñez por despegue.[6]
- 2016, José Ramón Ripoll, por La Lengua de los otros
- 2017, Ben Clark, por La policía celeste
- 2018, Basilio Sánchez, por He heredado un nogal sobre la tumba de los reyes
- 2019, Aurora Luque, por Gavieras.[7]
- 2020, Diego Doncel, por La Fragilidad.[8]
- 2021, Orlando Mondragón, por Cuadernos de patología humana
- 2022, Reiniel Pérez, por Las sílabas y el cuerpo.[9]
- 2023, Diego Roel, por Los cuadernos perdidos de Robert Walser.[10]
- 2024, Javier Velaza, por su obra Las ignorancias.[11]

## Premio a la Creación Joven
También se concede un Premio a la Creación Joven (hasta 33 años) con una cuantía de 12.000 €. Lo han conseguido, entre otros, Juan Pablo Zapater, Vicente Gallego, Vicente Valero, Josefa Parra, Bruno Mesa, Joaquín Pérez Azaústre, Carlos Fonseca, Javier Vela, Elena Medel, María Gómez Lara, Carla Badillo Coronado, Luciana Reif, Raquel Vázquez, Mario Obrero  y Ernesto Delgado.